# Mái ấm gia đình Việt
Mái ấm gia đình Việt là chương trình truyền hình thực tế được phát sóng trên kênh HTV7 từ ngày 5 tháng 10 năm 2022. Chương trình này ban đầu hướng đến những gia đình bị ảnh hưởng bởi đại dịch COVID-19, sau mở rộng ra để hướng tới những gia đình có hoàn cảnh khó khăn khác. Quyền Linh là MC của chương trình này, cùng với các khách mời thay đổi theo từng tập phát sóng.

## Luật chơi
Ba đội chơi là ba gia đình có hoàn cảnh khó khăn sẽ trải qua hai vòng thử thách tính giờ. Gia đình có tổng thời gian hoàn thành qua hai vòng thấp nhất sẽ được bước vào vòng rút logo.

### Hai vòng tính giờ
Vòng tính giờ gồm hai thử thách (vòng 1 và vòng 2). Các thử thách trong chương trình sẽ thay đổi theo từng tập phát sóng. Trước khi bắt đầu thử thách, hai khách mời sẽ phải thực hiện một thử thách phụ của chương trình. Nếu cả hai hoàn thành thử thách trong thời gian quy định, cả ba gia đình sẽ nhận được một quyền ưu tiên để làm giảm độ khó thử thách chính.
Các gia đình sau đó sẽ thực hiện thử thách chính của chương trình, lần lượt từng gia đình sẽ thực hiện hoặc cả ba gia đình sẽ cùng thực hiện tùy từng thử thách. Thời gian được tính từ thời điểm gia đình bắt đầu thực hiện thử thách và kết thúc khi gia đình đã hoàn thành yêu cầu thử thách đưa ra (và cộng thêm thời gian phạt nếu gia đình phạm luật); thời gian của hai vòng sẽ được cộng lại để xét kết quả cuối cùng. Gia đình có tổng thời gian hoàn thành thấp nhất sẽ được bước vào vòng 3 (vòng rút logo), gia đình có tổng thời gian hoàn thành thấp thứ 2 nhận được sẽ dừng lại với phần thưởng 20 triệu đồng, gia đình còn lại sẽ dừng lại với phần thưởng 15 triệu đồng (trong ba tập đầu, gia đình về nhì nhận 16 triệu đồng, gia đình về ba nhận 14 triệu đồng). Nếu hai hay nhiều gia đình có tổng thời gian hoàn thành như nhau, họ sẽ cùng thực hiện thêm một thử thách nữa để phân định kết quả.

### Vòng rút logo
Gia đình góp mặt tại vòng này sẽ phải thực hiện một thử thách tính giờ với thời gian được tính như vòng tính giờ. Có 8 logo với các mệnh giá khác nhau. Gia đình hoàn thành thử thách trong 1 phút 30 giây sẽ được rút cả 8 logo, đồng nghĩa với việc sẽ nhận được giải thưởng tối đa của chương trình. Hoàn thành thử thách càng lâu thì số logo được rút càng giảm. Nếu gia đình không thể hoàn thành thử thách trong 10 phút, gia đình sẽ không được rút thêm logo nào.
Từ tập 126 trở đi, gia đình về ba (ở hai vòng đầu tiên) được quyền rút một tấm bảng logo của chương trình, gia đình về nhì được quyền rút hai tấm bảng logo của chương trình. Gia đình về nhất sẽ được rút những tấm bảng khác so với những tấm bảng của hai gia đình về nhì và về ba.

## Sản xuất
Xuất phát từ mong muốn rằng những hoàn cảnh trẻ em khó khăn do đại dịch rất cần một điểm tựa vững chắc, cần sự chung tay của cộng đồng để không bị bỏ lại phía sau, chương trình truyền hình thực tế Mái ấm gia đình Việt đã ra đời. Đây là chương trình dành riêng cho các gia đình bị ảnh hưởng bởi đại dịch COVID-19 tại Việt Nam nhằm giúp đỡ phần nào khó khăn cũng như mang tới một sân chơi lành mạnh với hy vọng xoa dịu những khó khăn mà các em gặp phải. Chương trình còn mong muốn trở thành cầu nối giữa các hoàn cảnh khó khăn với những đơn vị hỗ trợ để giúp họ hướng về một tương lai tốt đẹp hơn.
Nghệ sĩ Quyền Linh được chọn để dẫn chương trình này. Chia sẻ với truyền thông, anh cho biết những nhân vật mà chương trình hướng đến là những em nhỏ không may mất đi cha mẹ vì đại dịch, và chương trình mong muốn chia sẻ, hỗ trợ cho các em vượt qua khó khăn và hướng đến cuộc sống tươi sáng hơn. Chiếc đồng hồ bấm giờ - món đồ gắn liền với anh suốt 20 năm khi làm chương trình dành cho người nghèo - cũng sẽ xuất hiện trở lại trong chương trình này. Chia sẻ về chiếc đồng hồ bấm giờ, anh tâm sự rằng đây không chỉ là thanh xuân của riêng anh mà còn là của hàng nghìn người.
Chương trình do Đài Truyền hình Thành phố Hồ Chí Minh phối hợp với Công ty Truyền thông Bee (Công ty Golden Moon ở 58 tập đầu) thực hiện, với sự đồng hành của thương hiệu Hoa Sen Home (thuộc Tập đoàn Hoa Sen) và Hội bảo vệ Quyền trẻ em Thành phố Hồ Chí Minh.

### Bài hát chủ đề
Bài hát chủ đề của Mái ấm gia đình Việt là bài hát cùng tên do nhạc sĩ Đỗ Thụy Khanh sáng tác và thể hiện cùng bé Bào Ngư.  Với cảm xúc còn lưu lại trong lòng từ những hoạt động thiện nguyện, cô mong muốn được viết những ca khúc mang ý nghĩa nhân văn nhằm lan toả những thông điệp tốt đẹp đến cuộc sống. Trong một dịp biểu diễn tại công ty, cô được mời viết ca khúc chủ đề chính của thương hiệu tôn Hoa Sen, và lời 1 của ca khúc này được ra đời vào năm 2015. Bài hát sử dụng lời 2, được viết với nhiều cảm xúc mà cô chứng kiến từ những hoàn cảnh thật sau đại dịch vừa qua.
Phiên bản MV của ca khúc này được phát hành vào ngày 8 tháng 8 năm 2023 với sự xuất hiện của Quyền Linh, Quang Hà, Đại Nghĩa, Lâm Vỹ Dạ và nhiều nghệ sĩ khác.

### Người dẫn chương trình
Nghệ sĩ Quyền Linh là người dẫn chính của chương trình Mái ấm gia đình Việt. Kể từ tập 110 (phát sóng vào ngày 22 tháng 11 năm 2024), vị trí này sẽ được nhiều nghệ sĩ thay phiên đảm nhận, với Đại Nghĩa, Thanh Thảo, Hồng Phúc và Lâm Vỹ Dạ là những người dẫn dắt bổ sung.

## Phát sóng
Mái ấm gia đình Việt lên sóng chính thức vào ngày 5 tháng 10 năm 2022, tiếp nối tập cuối của chương trình Siêu tài năng nhí mùa thứ ba. Chương trình ban đầu được phát sóng vào 20:30 thứ 4 hàng tuần trên kênh HTV7, công chiếu lúc 21:00 cùng ngày trên kênh YouTube chính thức của nhà sản xuất (Golden Moon Network). Bắt đầu từ tập 28, chương trình chuyển sang phát sóng vào các ngày thứ 6 với khung giờ giữ nguyên. Từ tập 31, do sự điều chỉnh khung giờ giải trí trên kênh HTV7, chương trình chuyển sang phát sóng 20:20 thứ 6 hàng tuần trên kênh HTV7, công chiếu lúc 20:45 cùng ngày trên kênh YouTube chính thức của nhà sản xuất. Chương trình còn được phát lại trên kênh HTV9 và kênh NTV (Nghệ An).
Vào ngày 9 tháng 2 năm 2024, một tập của chương trình không được lên sóng (và được dời sang một tuần sau đó) để dành thời lượng phát sóng các chương trình trong dịp Tết Nguyên Đán Giáp Thìn 2024 của HTV. Một tập khác dự kiến phát sóng vào ngày 26 tháng 7 cùng năm cũng bị dời lại một tuần do trùng với thời điểm quốc tang Tổng Bí thư Nguyễn Phú Trọng.

## Các tập phát sóng
Chú thích
(n): Số lần tham gia chương trình (nếu khách mời tham gia nhiều hơn một lần)

| Tập | Ngày phát sóng       | Khách mời                                      | Gia đình tham gia (Tổng thời gian thực hiện hai vòng) | Gia đình tham gia (Tổng thời gian thực hiện hai vòng) | Gia đình tham gia (Tổng thời gian thực hiện hai vòng) | TK                              |
| Tập | Ngày phát sóng       | Khách mời                                      | Hạng 1 (Tiền thưởng vòng 3 (đồng))                    | Hạng 2                                                | Hạng 3                                                | TK                              |
| --- | -------------------- | ---------------------------------------------- | ----------------------------------------------------- | ----------------------------------------------------- | ----------------------------------------------------- | ------------------------------- |
| 1   | 5 tháng 10 năm 2022  | Kyo York Quốc Thuận                            | Tuyền Định (7 phút 44 giây) 60.000.000                | Xuân Nam (8 phút 42 giây)                             | Minh Toàn (9 phút 13 giây)                            | [ 19 ] [ 20 ] [ 21 ]            |
| 2   | 12 tháng 10 năm 2022 | Võ Hoàng Yến Hải Nam                           | Quảng Doanh (3 phút 37 giây) 70.000.000               | Phát Thịnh (8 phút 16 giây)                           | Hoàn Tuấn (8 phút 52 giây)                            | [ 22 ] [ 23 ] [ 24 ] [ 25 ]     |
| 3   | 19 tháng 10 năm 2022 | Nam Thư Thuận Nguyễn                           | Văn Thiện (4 phút 33 giây) 70.000.000                 | Thành Danh (5 phút 13 giây)                           | Thanh Trúc (6 phút 25 giây)                           | [ 26 ] [ 27 ] [ 28 ]            |
| 4   | 26 tháng 10 năm 2022 | Ngọc Châu Trần Anh Huy                         | Kim Ngân (5 phút 27 giây) 80.000.000                  | Thanh Tuyền (6 phút 15 giây)                          | Kỳ Hào (6 phút 38 giây)                               | [ 29 ] [ 30 ] [ 31 ] [ 32 ]     |
| 5   | 2 tháng 11 năm 2022  | Lâm Vỹ Dạ Tiến Luật                            | Ngọc Trâm (5 phút 13 giây) 75.000.000                 | Thanh Hiền (5 phút 15 giây)                           | Quang Khôi (5 phút 21 giây)                           | [ 33 ] [ 34 ] [ 35 ]            |
| 6   | 9 tháng 11 năm 2022  | Khổng Tú Quỳnh Minh Dự                         | Phong Nhã (14 phút 2 giây) 45.000.000                 | Ngọc Ngân (15 phút 5 giây)                            | Loan Phụng (18 phút 57 giây)                          | [ 36 ] [ 37 ] [ 38 ]            |
| 7   | 16 tháng 11 năm 2022 | Trương Thế Vinh Lê Lộc                         | Ngọc Trúc (9 phút 34 giây) 65.000.000                 | Hoàng Thông (11 phút 20 giây)                         | Phi Hải (11 phút 41 giây)                             | [ 39 ] [ 40 ] [ 41 ]            |
| 8   | 23 tháng 11 năm 2022 | Đại Nghĩa Huỳnh Hồng Loan                      | Đoàn Nguyễn Nhật Nam (6 phút 52 giây) 60.000.000      | Nguyễn Tấn Đạt (7 phút 48 giây)                       | Nguyễn Nhật Nam (10 phút 3 giây)                      | [ 42 ] [ 43 ] [ 44 ]            |
| 9   | 30 tháng 11 năm 2022 | Đức Khuê Thanh Hằng                            | Hải My (5 phút 48 giây) 65.000.000                    | Vi Hồng (6 phút)                                      | Phước Trung (7 phút)                                  | [ 45 ] [ 46 ] [ 47 ] [ 48 ]     |
| 10  | 7 tháng 12 năm 2022  | Thu Trang Liên Bỉnh Phát                       | Hoằng Hóa (2 phút 11 giây) 65.000.000                 | Ngọc Ngoạn (2 phút 25 giây)                           | Thu Vân (2 phút 25 giây)                              | [ 49 ] [ 50 ] [ 51 ]            |
| 11  | 14 tháng 12 năm 2022 | Nhật Kim Anh Nguyễn Hồng Sơn                   | Minh Trọng (8 phút 4 giây) 65.000.000                 | Quốc An (8 phút 24 giây)                              | Tường Khoa (10 phút)                                  | [ 52 ] [ 53 ] [ 54 ]            |
| 12  | 21 tháng 12 năm 2022 | Kim Tử Long Cát Phượng                         | Tường Vy (9 phút 27 giây) 55.000.000                  | Anh Kiệt (12 phút 49 giây)                            | Thành Đạt (12 phút 50 giây)                           | [ 55 ] [ 56 ] [ 57 ]            |
| 13  | 28 tháng 12 năm 2022 | Hà Thu Bùi Tấn Trường                          | Yến Nhi (14 phút 6 giây) 80.000.000                   | Gia Lộc (15 phút 1 giây)                              | An Duy (15 phút 18 giây)                              | [ 58 ] [ 59 ] [ 60 ] [ 61 ]     |
| 14  | 4 tháng 1 năm 2023   | Quốc Khánh Thái Thị Hoa                        | Tuyết Nhung (17 phút 49 giây) 50.000.000              | Xuân Mai (18 phút 46 giây)                            | Tấn Lộc (21 phút 33 giây)                             | [ 62 ] [ 63 ] [ 64 ]            |
| 15  | 11 tháng 1 năm 2023  | Kha Ly Hồ Quang Hiếu                           | Ngọc Thảo (8 phút 27 giây) 55.000.000                 | Tuấn Khang (8 phút 36 giây)                           | Kim Quý (9 phút 58 giây)                              | [ 65 ] [ 66 ] [ 67 ]            |
| 16  | 18 tháng 1 năm 2023  | Ngọc Sơn Diễm My 9x                            | Minh Đức (8 phút 9 giây) 70.000.000                   | Oanh Khải (8 phút 11 giây)                            | Tường Vy (8 phút 30 giây)                             | [ 68 ] [ 69 ] [ 70 ]            |
| 17  | 25 tháng 1 năm 2023  | Tập tổng hợp                                   | Tập tổng hợp                                          | Tập tổng hợp                                          | Tập tổng hợp                                          | [ 71 ] [ 72 ]                   |
| 18  | 1 tháng 2 năm 2023   | Quang Hà Thanh Thanh Huyền                     | Hoàng Long (10 phút 34 giây) 80.000.000               | Nhất Kha (10 phút 47 giây)                            | Anh Thư (11 phút 27 giây)                             | [ 73 ] [ 74 ] [ 75 ]            |
| 19  | 8 tháng 2 năm 2023   | Vũ Mạnh Cường Anh Thi                          | Minh Thư (6 phút 53 giây) 75.000.000                  | Hoàng Khang (7 phút 35 giây)                          | Trường Thịnh (7 phút 49 giây)                         | [ 76 ] [ 77 ] [ 78 ]            |
| 20  | 15 tháng 2 năm 2023  | Hứa Minh Đạt Phương Lan                        | Minh Nhu (15 phút 46 giây) 50.000.000                 | Tân Thuận (15 phút 51 giây)                           | Phương Mai (15 phút 52 giây)                          | [ 79 ] [ 80 ] [ 81 ]            |
| 21  | 22 tháng 2 năm 2023  | Lý Hùng Yến Trang                              | Quốc Cường (11 phút 35 giây) 55.000.000               | Tấn Hải (11 phút 38 giây)                             | Tuấn Kiệt (11 phút 40 giây)                           | [ 82 ] [ 83 ] [ 84 ]            |
| 22  | 1 tháng 3 năm 2023   | Thanh Thảo Hugo Hoàng Rapper                   | Quỳnh Hương (4 phút 13 giây) 85.000.000               | Uyển Nhi (4 phút 51 giây)                             | Cẩm Tú (4 phút 53 giây)                               | [ 85 ] [ 86 ] [ 87 ]            |
| 23  | 8 tháng 3 năm 2023   | Ngọc Lan Huỳnh Lập                             | Thế Hào (10 phút 20 giây) 70.000.000                  | Xuân Lễ (10 phút 27 giây)                             | Trọng Tín (11 phút 06 giây)                           | [ 88 ] [ 89 ] [ 90 ]            |
| 24  | 15 tháng 3 năm 2023  | Quỳnh Hoa Tăng Duy Tân                         | Bé Ngọc (5 phút 24 giây) 60.000.000                   | Hoàng Sơn (6 phút 9 giây)                             | Đăng Khoa (6 phút 21 giây)                            | [ 91 ] [ 92 ] [ 93 ] [ 94 ]     |
| 25  | 22 tháng 3 năm 2023  | Tuấn Dũng Hoàng Thùy                           | Ngọc Trang (11 phút 54 giây) 60.000.000               | Hữu Phúc (14 phút 28 giây)                            | Bích Trâm (14 phút 39 giây)                           | [ 95 ] [ 96 ] [ 97 ]            |
| 26  | 29 tháng 3 năm 2023  | Cao Minh Đạt Lê Khánh                          | Văn Đạt (1 phút 56 giây) 100.000.000                  | Vũ Duy (2 phút 56 giây)                               | Khánh Vy (3 phút 8 giây)                              | [ 98 ] [ 99 ] [ 100 ]           |
| 27  | 5 tháng 4 năm 2023   | Trung Dân Phi Phụng                            | Anh Thư (2 phút 17 giây) 50.000.000                   | Thành Lợi (2 phút 59 giây)                            | Minh Kiệt (3 phút 1 giây)                             | [ 101 ] [ 102 ] [ 103 ]         |
| 28  | 14 tháng 4 năm 2023  | Vân Trang S.T Sơn Thạch                        | Bảo Nghi (6 phút 40 giây) 95.000.000                  | Văn Trường (6 phút 41 giây)                           | Lê Trọng (8 phút 19 giây)                             | [ 104 ] [ 105 ] [ 106 ]         |
| 29  | 21 tháng 4 năm 2023  | Tiết Cương Thanh Ngọc                          | Hoàng Pin (10 phút 29 giây) 65.000.000                | Hồng Vân (10 phút 55 giây)                            | Thanh Khoa (11 phút 13 giây)                          | [ 107 ] [ 108 ] [ 109 ] [ 110 ] |
| 30  | 28 tháng 4 năm 2023  | Trương Quỳnh Anh Huy Khánh                     | Khánh Hòa (5 phút 46 giây) 70.000.000                 | Xuân Trường (6 phút 37 giây)                          | Hồng Vân (6 phút 55 giây)                             | [ 111 ] [ 112 ] [ 113 ] [ 114 ] |
| 31  | 5 tháng 5 năm 2023   | Tú Vi Văn Anh                                  | Bích Trâm (3 phút 27 giây) 60.000.000                 | Minh Thành (3 phút 29 giây)                           | Thu Hiền (3 phút 30 giây)                             | [ 18 ] [ 115 ] [ 116 ] [ 117 ]  |
| 32  | 12 tháng 5 năm 2023  | Quỳnh Trang Khánh Phương                       | Kim Ngân (6 phút 2 giây) 100.000.000                  | Ngọc Yến (6 phút 10 giây)                             | Phương Uyên (6 phút 28 giây)                          | [ 118 ] [ 119 ] [ 120 ]         |
| 33  | 19 tháng 5 năm 2023  | Don Nguyễn Thảo Trang                          | Bích Trâm (3 phút 27 giây) 60.000.000                 | Minh Thành (3 phút 29 giây)                           | Thu Hiền (3 phút 30 giây)                             | [ 121 ] [ 122 ] [ 123 ]         |
| 34  | 26 tháng 5 năm 2023  | Kim Tuyến Võ Tấn Phát                          | Anh Thư (11 phút 34 giây) 55.000.000                  | Ngọc Nữ (11 phút 44 giây)                             | Trường Thành (13 phút)                                | [ 124 ] [ 125 ] [ 126 ]         |
| 35  | 2 tháng 6 năm 2023   | Hoàng Oanh Lê Minh                             | Trọng Phúc (9 phút 26 giây) 70.000.000                | Ngọc Trí (9 phút 28 giây)                             | Thành Cang (9 phút 33 giây)                           | [ 127 ] [ 128 ] [ 129 ]         |
| 36  | 9 tháng 6 năm 2023   | Ưng Hoàng Phúc Thùy Trang                      | Lâm Thị Hồng Nguyên (5 phút 6 giây) 80.000.000        | Huỳnh Thị Thanh Tuyền (6 phút 31 giây)                | Phan Ngọc Anh (6 phút 58 giây)                        | [ 130 ] [ 131 ] [ 132 ]         |
| 37  | 16 tháng 6 năm 2023  | Mai Thanh Hà Nguyễn Trần Duy Nhất              | Tăng Ngọc Đỉnh (7 phút 35 giây) 50.000.000            | Kim Ngọc Nguyệt An (8 phút 38 giây)                   | Sơn Hoàng Ánh Mai (8 phút 45 giây)                    | [ 133 ] [ 134 ] [ 135 ]         |
| 38  | 23 tháng 6 năm 2023  | Xuân Nghị Ốc Thanh Vân                         | Danh Sơn (12 phút 40 giây) 55.000.000                 | Phạm Trọng Phúc (13 phút 4 giây)                      | Nguyễn Nhật Trường (15 phút 10 giây)                  | [ 136 ] [ 137 ] [ 138 ]         |
| 39  | 30 tháng 6 năm 2023  | Ngọc Châu Quách Tuấn Du                        | Trần Kim Yến (4 phút 5 giây) 60.000.000               | Lý Bội Ngân (4 phút 13 giây)                          | Trần Minh Vinh (4 phút 15 giây)                       | [ 139 ] [ 140 ] [ 141 ]         |
| 40  | 7 tháng 7 năm 2023   | Võ Minh Lâm Mai Anh                            | Phan Kim Tấn Minh (9 phút 15 giây) 70.000.000         | Lô Thái Uyên (9 phút 17 giây)                         | Nguyễn Thế Bảo (10 phút 33 giây)                      | [ 142 ] [ 143 ] [ 144 ]         |
| 41  | 14 tháng 7 năm 2023  | Tuấn Tú Thanh Hương                            | Phạm Nguyễn Tấn Đạt (7 phút 58 giây) 80.000.000       | Nguyễn Thị Hương Sen (8 phút 47 giây)                 | Phạm Nguyễn Tấn Đạt (8 phút 54 giây)                  | [ 145 ] [ 146 ] [ 147 ]         |
| 42  | 21 tháng 7 năm 2023  | Lê Thanh Phong Lê Ngọc Thúy                    | Đinh Nam Gia Bảo (5 phút) 80.000.000                  | Phạm Thị Hữu Nghĩa (6 phút 5 giây)                    | Lê Thị Thúy Tình (7 phút 28 giây)                     | [ 148 ] [ 149 ]                 |
| 43  | 28 tháng 7 năm 2023  | Quốc Thuận (2) Đàm Hằng                        | Phạm Thị Lương (11 phút 39 giây) 60.000.000           | Hoàng Thị Quỳnh Ny (11 phút 52 giây)                  | Nguyễn Văn Ngọc (13 phút 14 giây)                     | [ 150 ] [ 151 ] [ 152 ]         |
| 44  | 4 tháng 8 năm 2023   | Nguyễn Phi Hùng Khánh Linh                     | Lâm Thuận Phát (16 phút 6 giây) 70.000.000            | Nguyễn Trâm Anh (16 phút 45 giây)                     | Nguyễn Đặng Bích Phê (17 phút 5 giây)                 | [ 153 ] [ 154 ] [ 155 ]         |
| 45  | 11 tháng 8 năm 2023  | Xuân Phúc Đào Vân Anh                          | Đinh Thị Thương (9 phút 41 giây) 60.000.000           | Thái Bá Bằng (11 phút 19 giây)                        | Nguyễn Thị Thảo (11 phút 59 giây)                     | [ 156 ] [ 157 ] [ 158 ]         |
| 46  | 18 tháng 8 năm 2023  | Minh Luân Phương Thanh                         | Lâm Lê Ngọc Hân (5 phút 29 giây) 60.000.000           | Hứa Hoàng Sơn (5 phút 32 giây)                        | Mai Ngọc Tuyền (6 phút 2 giây)                        | [ 159 ] [ 160 ] [ 161 ]         |
| 47  | 25 tháng 8 năm 2023  | Nguyễn Anh Tú Linh Hương                       | Lâm Nguyễn Thị Thùy Chung (7 phút 41 giây) 50.000.000 | Hoàng Thị Phương Anh (7 phút 43 giây)                 | Nguyễn Thị Kiều Trang (8 phút 26 giây)                | [ 162 ] [ 163 ] [ 164 ]         |
| 48  | 1 tháng 9 năm 2023   | Quốc Đại Cẩm Tiên                              | Thạch Sà Rây (5 phút 17 giây) 65.000.000              | Lê Thị Yến Nhi (5 phút 19 giây)                       | Đoàn Hoàng Phi (5 phút 32 giây)                       | [ 165 ] [ 166 ] [ 167 ]         |
| 49  | 8 tháng 9 năm 2023   | Chiến Thắng Thu Hương                          | Phan Phạm Thương Hoài (7 phút 58 giây) 50.000.000     | Trần Thị Phương Thảo (9 phút 43 giây)                 | Đinh Thị Huyền Trang (9 phút 58 giây)                 | [ 168 ] [ 169 ] [ 170 ]         |
| 50  | 15 tháng 9 năm 2023  | Mỹ Uyên Lâm Hùng                               | Thạch Hoàng Nam (6 phút 50 giây) 50.000.000           | Lê Thị Tú Anh (8 phút 49 giây)                        | Danh Thị Nol (10 phút 17 giây)                        | [ 171 ] [ 172 ] [ 173 ]         |
| 51  | 22 tháng 9 năm 2023  | Will Việt Anh                                  | Nguyễn Ngọc Hạnh (11 phút 50 giây) 55.000.000         | Kha Thị Tố Như (12 phút 34 giây)                      | Trần Minh Hải (13 phút 10 giây)                       | [ 174 ] [ 175 ] [ 176 ]         |
| 52  | 29 tháng 9 năm 2023  | Hạnh Thúy Kyo York (2)                         | Nguyễn Thị Thùy Trang (9 phút 35 giây) 70.000.000     | Nguyễn Đoàn Anh Kiệt (9 phút 40 giây)                 | Phạm Nguyễn Duy Thái (10 phút 40 giây)                | [ 177 ] [ 178 ] [ 179 ]         |
| 53  | 6 tháng 10 năm 2023  | Hoàng Bách Lệ Hằng                             | Nguyễn Huỳnh Bảo Huy (8 phút 32 giây) 70.000.000      | Nguyễn Hoàng Kim Long (9 phút 7 giây)                 | Nguyễn Thị Thu Hà (9 phút 48 giây)                    | [ 180 ] [ 181 ] [ 182 ]         |
| 54  | 13 tháng 10 năm 2023 | Lọ Lem & Hạt Dẻ Tuấn Trần                      | Võ Thị Thùy Ngân (7 phút 53 giây) 65.000.000          | Mai Trần Ngọc Trinh (8 phút 14 giây)                  | Phạm Anh Thư (8 phút 35 giây)                         | [ 183 ] [ 184 ] [ 185 ]         |
| 55  | 20 tháng 10 năm 2023 | Quách Ngọc Tuyên Ngọc Diễm                     | Nguyễn Thị Mỹ Duyên (6 phút 8 giây) 80.000.000        | Dương Khánh Duy (7 phút 19 giây)                      | Thạch Sô Vane Na Rít (7 phút 39 giây)                 | [ 186 ] [ 187 ] [ 188 ]         |
| 56  | 27 tháng 10 năm 2023 | Hiếu Hiền Thủy Tiên                            | Trần Tấn Beo (6 phút 16 giây) 60.000.000              | Nguyễn Thị Mỹ Phúc (7 phút 4 giây)                    | Quảng Thị Ngọc Trân (7 phút 18 giây)                  | [ 189 ] [ 190 ] [ 191 ]         |
| 57  | 3 tháng 11 năm 2023  | Hứa Vĩ Văn Tố My                               | Nguyễn Thị Bé Loan (13 phút 40 giây) 50.000.000       | Nguyễn Thị Phương Thùy (14 phút 32 giây)              | Trầm Hồ Tường Vi (15 phút 55 giây)                    | [ 192 ] [ 193 ] [ 194 ]         |
| 58  | 10 tháng 11 năm 2023 | Mạc Văn Khoa Thanh Thúy                        | Ban Thị Nhi (7 phút 21 giây) 50.000.000               | Lương Quốc Khánh (7 phút 54 giây)                     | Nguyễn Nguyên (7 phút 57 giây)                        | [ 195 ] [ 196 ] [ 197 ]         |
| 59  | 17 tháng 11 năm 2023 | Thiên Vương Kiều Linh                          | Nguyễn Thị Yến Nhi (8 phút 45 giây) 40.000.000        | Lê Thạch Chính (9 phút 1 giây)                        | Nguyễn Ngọc Thảo Vy (9 phút 41 giây)                  | [ 198 ] [ 199 ] [ 200 ]         |
| 60  | 24 tháng 11 năm 2023 | Phượng Hằng Hồ Việt Trung                      | Đặng Thị Thùy Linh (6 phút 54 giây) 55.000.000        | Hoàng Ngọc Cẩm Tú (6 phút 56 giây)                    | Đoàn Thị Quỳnh Như (7 phút 18 giây)                   | [ 201 ] [ 202 ] [ 203 ]         |
| 61  | 1 tháng 12 năm 2023  | Nguyên Khang Phượng Loan                       | Huỳnh Thái Thạnh (10 phút 18 giây) 45.000.000         | Nguyễn Ngọc Thùy Dương (10 phút 27 giây)              | Tô Nguyễn Chí Thanh (10 phút 31 giây)                 | [ 204 ] [ 205 ] [ 206 ]         |
| 62  | 8 tháng 12 năm 2023  | Đình Hiếu Kiều Oanh                            | Thị Trúc (8 phút 17 giây) 50.000.000                  | Quách Thị Tuyết Như (9 phút 13 giây)                  | Đoàn Thị Tuyết Vy (9 phút 21 giây)                    | [ 207 ] [ 208 ] [ 209 ]         |
| 63  | 15 tháng 12 năm 2023 | Trung Ruồi Hương Giang                         | Phạm Thị Thanh Trúc (10 phút 23 giây) 65.000.000      | Lương Yến Nhi (15 phút 52 giây)                       | Dương Nhân Kiệt (16 phút 54 giây)                     | [ 210 ] [ 211 ] [ 212 ]         |
| 64  | 22 tháng 12 năm 2023 | Hồ Bích Trâm Tạ Minh Tâm                       | Nguyễn Phạm Như Quỳnh (6 phút 38 giây) 60.000.000     | Trần Tuấn Anh (7 phút 28 giây)                        | Trần Thị Hồng Gấm (7 phút 44 giây)                    | [ 213 ] [ 214 ] [ 215 ]         |
| 65  | 29 tháng 12 năm 2023 | Tự Long Thanh Vân Hugo                         | Hoàng Thị Hạnh Hường (7 phút 28 giây) 70.000.000      | Nguyễn Thị Khánh Vy (7 phút 52 giây)                  | Nguyễn Văn Dũng (8 phút 8 giây)                       | [ 216 ] [ 217 ] [ 218 ]         |
| 66  | 5 tháng 1 năm 2024   | Đỗ Duy Nam Ngọc Huyền                          | Nông Thị Thùy Trang (6 phút 6 giây) 70.000.000        | Mai Quốc Việt (6 phút 10 giây)                        | Nịnh Thị Quỳnh Như (7 phút 26 giây)                   | [ 219 ] [ 220 ] [ 221 ]         |
| 67  | 12 tháng 1 năm 2024  | Thúy Diễm Hứa Kim Tuyền                        | Hồ Thị Hồng Luyện (4 phút 47 giây) 60.000.000         | Nguyễn Thị Yến Nhi (5 phút 40 giây)                   | Cao Thị Gia Hân (6 phút 21 giây)                      | [ 222 ] [ 223 ] [ 224 ]         |
| 68  | 19 tháng 1 năm 2024  | Bình An Quách Thu Phương                       | Nguyễn Lan Anh (15 phút 37 giây) 70.000.000           | Đinh Thị Ngọc Trâm (15 phút 54 giây)                  | Khổng Ánh Dương (16 phút 5 giây)                      | [ 225 ] [ 226 ] [ 227 ]         |
| 69  | 26 tháng 1 năm 2024  | Hòa Hiệp Trinh Trinh                           | Lê Thị Yến Nhi (6 phút 28 giây) 60.000.000            | Trần An Nhật Kỳ (6 phút 35 giây)                      | Lê Nguyễn Tiếp Điện (8 phút 15 giây)                  | [ 228 ] [ 229 ] [ 230 ]         |
| 70  | 2 tháng 2 năm 2024   | Hữu Quốc Vũ Ngọc Ánh                           | Văn Bá Toàn (6 phút 48 giây) 60.000.000               | Trần Thị Kim Lanh (8 phút 25 giây)                    | Huỳnh Ngọc Trúc Linh (8 phút 33 giây)                 | [ 231 ] [ 232 ]                 |
| 71  | 16 tháng 2 năm 2024  | Tập tổng hợp                                   | Tập tổng hợp                                          | Tập tổng hợp                                          | Tập tổng hợp                                          |                                 |
| 72  | 23 tháng 2 năm 2024  | Vũ Thu Phương Erik                             | Vũ Thị Hồng Nhung (8 phút 38 giây) 70.000.000         | Nguyễn Phan Nhật Thái (8 phút 53 giây)                | Lê Thị Thúy Kiều (9 phút 30 giây)                     | [ 233 ] [ 234 ] [ 235 ]         |
| 73  | 1 tháng 3 năm 2024   | Trung Dũng Đan Lê                              | Mai Văn Hùng (7 phút 4 giây) 55.000.000               | Hứa Nguyễn Bảo Hân (8 phút 11 giây)                   | Lương Gia Bảo (8 phút 12 giây)                        | [ 236 ] [ 237 ] [ 238 ]         |
| 74  | 8 tháng 3 năm 2024   | Diệp Bảo Ngọc Thanh Thức                       | Nông Quốc Bảo (5 phút 2 giây) 65.000.000              | Đỗ Thị Trà My (5 phút 10 giây)                        | Nông Thị Thanh Tuyền (5 phút 13 giây)                 | [ 239 ] [ 240 ] [ 241 ]         |
| 75  | 15 tháng 3 năm 2024  | Vân Khánh Anh Tài                              | Nguyễn Công Quốc Huy (6 phút 9 giây) 65.000.000       | Phan Nhật Tân (7 phút 50 giây)                        | Hồ Minh Trung (8 phút 42 giây)                        | [ 242 ] [ 243 ] [ 244 ]         |
| 76  | 22 tháng 3 năm 2024  | Ali Hoàng Dương Thanh Lam                      | Lý Văn Phúc (6 phút 57 giây) 50.000.000               | Võ Thị Mỹ Diễm (8 phút 32 giây)                       | Phạm Nguyễn Duy Em (8 phút 51 giây)                   | [ 245 ] [ 246 ] [ 247 ]         |
| 77  | 29 tháng 3 năm 2024  | Quốc Thiên Bùi Xuân Hạnh                       | Nguyễn Thiện Đương (12 phút 58 giây) 70.000.000       | Nguyễn Thái Phương Uyên (13 phút 13 giây)             | Đinh Ngọc Anh Khoa (13 phút 37 giây)                  | [ 248 ] [ 249 ] [ 250 ]         |
| 78  | 5 tháng 4 năm 2024   | Tăng Phúc Bích Thùy                            | Phan Thị Thảo Ly (10 phút 58 giây) 55.000.000         | Vương Minh Tâm (12 phút 18 giây)                      | Phạm Hà Anh Tuấn (12 phút 19 giây)                    | [ 251 ] [ 252 ]                 |
| 79  | 12 tháng 4 năm 2024  | Hamlet Trương Hiền Mai                         | Bùi Nhật Thảo Vy (16 phút 6 giây) 70.000.000          | Hoàng Thị Diễm My (17 phút 2 giây)                    | Thào A Dơ (18 phút 12 giây)                           | [ 253 ] [ 254 ] [ 255 ]         |
| 80  | 19 tháng 4 năm 2024  | MLee Hoàng Mèo                                 | Đặng Thị Hồng Hoa (10 phút 13 giây) 55.000.000        | Trần Thị Yến Hương (10 phút 18 giây)                  | Phan Thị My (10 phút 24 giây)                         | [ 256 ] [ 257 ]                 |
| 81  | 26 tháng 4 năm 2024  | Kiều Minh Tuấn Hòa Minzy                       | Chamaléa Bình Trị (10 phút 47 giây) 60.000.000        | Võ Lê Thanh Châu (10 phút 51 giây)                    | Nguyễn Trọng Tuấn (11 phút 36 giây)                   | [ 258 ] [ 259 ]                 |
| 82  | 3 tháng 5 năm 2024   | Duy Khánh Phương Mỹ Chi                        | Trần Thị Như Quỳnh (6 phút 5 giây) 65.000.000         | Trần Thị Ngọc Thảo (6 phút 26 giây)                   | Võ Thị Nhứt Thành (6 phút 32 giây)                    | [ 260 ] [ 261 ] [ 262 ]         |
| 83  | 10 tháng 5 năm 2024  | Ái Phương Châu Đăng Khoa                       | Nguyễn Huy Đạt (4 phút 13 giây) 55.000.000            | Lê Viết Thịnh (4 phút 36 giây)                        | Nguyễn Thị Nhật Lê (4 phút 44 giây)                   | [ 263 ] [ 264 ] [ 265 ]         |
| 84  | 17 tháng 5 năm 2024  | Trọng Phúc Thanh Thủy                          | Trần Thị Như Hạnh (9 phút 22 giây) 70.000.000         | Nguyễn Văn Tâm (9 phút 34 giây)                       | Nguyễn Thị Thanh Tuyền (9 phút 40 giây)               | [ 266 ] [ 267 ]                 |
| 85  | 24 tháng 5 năm 2024  | Diệp Lâm Anh Đức Phúc                          | Trần Thị Bích Kiều (5 phút 50 giây) 60.000.000        | Nguyễn Thị Ngọc Xuân (6 phút 10 giây)                 | Trần Thị Bích Ngà (7 phút 48 giây)                    | [ 268 ] [ 269 ] [ 270 ]         |
| 86  | 31 tháng 5 năm 2024  | Jang Mi Quang Đăng                             | Trương Tuấn Kiệt (7 phút 42 giây) 55.000.000          | Trần Minh Tố (8 phút 5 giây)                          | Võ Đặng Thùy Trâm (8 phút 59 giây)                    | [ 271 ] [ 272 ] [ 273 ]         |
| 87  | 7 tháng 6 năm 2024   | Quốc Thuận (3) Phương Anh Đào                  | Lý Thị Mỹ Loan (6 phút 59 giây) 55.000.000            | Nguyễn Thị Bảo Trân (7 phút 36 giây)                  | Trần Thị Trúc Phương (8 phút 6 giây)                  | [ 274 ] [ 275 ] [ 276 ]         |
| 88  | 14 tháng 6 năm 2024  | Quốc Trường Kỳ Duyên                           | Đoàn Thị Nhật Thảo (10 phút 34 giây) 50.000.000       | Nguyễn Thị Trúc Lam (10 phút 39 giây)                 | Huỳnh Chí Trung (10 phút 40 giây)                     | [ 277 ] [ 278 ] [ 279 ]         |
| 89  | 21 tháng 6 năm 2024  | Trọng Trinh Phạm Quỳnh Anh                     | Trần Bảo Ngọc Duy (9 phút 19 giây) 50.000.000         | Hà Văn Thìn (9 phút 22 giây)                          | Nguyễn Thanh Mai (10 phút 52 giây)                    | [ 280 ] [ 281 ] [ 282 ]         |
| 90  | 28 tháng 6 năm 2024  | Dương Ngọc Thái Giang Hồng Ngọc                | Nguyễn Văn Đông (9 phút 4 giây) 55.000.000            | Ngô Thị Huyền Trân (10 phút 21 giây)                  | Nguyễn Tấn Đạt (10 phút 44 giây)                      | [ 283 ] [ 284 ] [ 285 ]         |
| 91  | 5 tháng 7 năm 2024   | Nguyễn Hải Yến Pom (Minh An)                   | Bùi Minh Trí (5 phút 42 giây) 50.000.000              | Nguyễn Thị Yến Nhi (5 phút 42 giây)                   | Lưu Trần Phước Sơn (5 phút 45 giây)                   | [ 286 ] [ 287 ] [ 288 ]         |
| 92  | 12 tháng 7 năm 2024  | Doãn Quốc Đam H'Hen Niê                        | Hoàng Thị Thường (6 phút 45 giây) 80.000.000          | Vi Thị Mai Anh (7 phút 3 giây)                        | Hoàng Thị Thanh Thảo (8 phút 19 giây)                 | [ 289 ] [ 290 ] [ 291 ]         |
| 93  | 19 tháng 7 năm 2024  | Kay Trần LyLy                                  | Nguyễn Tuấn Hưng (12 phút 23 giây) 60.000.000         | Đỗ Hải Yến Nhi (13 phút 29 giây)                      | Vũ Phương Tuyền (14 phút 19 giây)                     | [ 292 ] [ 293 ] [ 294 ]         |
| 94  | 2 tháng 8 năm 2024   | Thanh Sơn Hồng Nhung                           | Hoàng Anh Quang (9 phút 18 giây) 70.000.000           | Hoàng Trường Giang (9 phút 45 giây)                   | Bùi Thị Yến Nhi (10 phút 1 giây)                      | [ 295 ] [ 296 ] [ 297 ]         |
| 95  | 9 tháng 8 năm 2024   | Đức Phúc (2) Dương Hoàng Yến                   | Hoàng Văn Mạnh (5 phút 53 giây) 55.000.000            | Bùi Hồng Ngọc (5 phút 55 giây)                        | Hoàng Ngọc Lan (7 phút 5 giây)                        | [ 298 ] [ 299 ] [ 300 ]         |
| 96  | 16 tháng 8 năm 2024  | Đoàn Văn Hậu Lưu Hương Giang                   | Phạm Hồng Ánh (9 phút 15 giây) 50.000.000             | Nguyễn Thị Khánh Linh (9 phút 34 giây)                | Hà Thị Hồng Nhung (10 phút 1 giây)                    | [ 301 ] [ 302 ] [ 303 ]         |
| 97  | 23 tháng 8 năm 2024  | Quế Ngọc Hải Lê Nguyễn Bảo Ngọc                | Y Quốc (11 phút 30 giây) 60.000.000                   | Đặng Hoàng Gia Hưng (11 phút 46 giây)                 | Đinh Ngô Trúc Ly (13 phút)                            | [ 304 ] [ 305 ] [ 306 ]         |
| 98  | 30 tháng 8 năm 2024  | Nguyệt Ánh Bùi Anh Tuấn                        | Võ Việt Tiến (6 phút 26 giây) 70.000.000              | Đinh Thị Châu (6 phút 34 giây)                        | Đinh Thị Yến Nhi (6 phút 50 giây)                     | [ 307 ] [ 308 ] [ 309 ]         |
| 99  | 6 tháng 9 năm 2024   | Khánh Vân Trương Đình Hoàng                    | Lê Phước Hậu (4 phút 59 giây) 70.000.000              | Phan Dương Như Ngọc (5 phút 48 giây)                  | Huỳnh Nguyễn Thanh Tuyền (5 phút 59 giây)             | [ 310 ] [ 311 ] [ 312 ]         |
| 100 | 13 tháng 9 năm 2024  | Tùng Dương Puka Gin Tuấn Kiệt                  | Lê Ngọc Tuấn (9 phút 2 giây) 65.000.000               | Nguyễn Quốc Bảo (9 phút 7 giây)                       | Lê Mô Hờ Bạch (10 phút 32 giây)                       | [ 313 ] [ 314 ] [ 315 ]         |
| 101 | 20 tháng 9 năm 2024  | Hồ Tấn Tài Ngọc Thanh Tâm                      | Đặng Huy Hoàng (6 phút 57 giây) 60.000.000            | Trịnh Thị Ngọc Trân (8 phút 21 giây)                  | Đinh Minh Xưng (9 phút 2 giây)                        | [ 316 ] [ 317 ] [ 318 ]         |
| 102 | 27 tháng 9 năm 2024  | Vũ Mạnh Cường (2) Nguyễn Thị Ánh Viên          | Trương Thị Ngọc Tỷ (7 phút 11 giây) 60.000.000        | Nguyễn Ngọc Nhã Thư (7 phút 21 giây)                  | Nguyễn Thanh Phong (8 phút 34 giây)                   | [ 319 ] [ 320 ] [ 321 ]         |
| 103 | 4 tháng 10 năm 2024  | Nguyễn Thúc Thùy Tiên Nicky                    | Võ Ngọc Hạnh (9 phút 13 giây) 70.000.000              | Huỳnh Hoàng Hải (10 phút 25 giây)                     | Nguyễn Thị Yến Trang (10 phút 30 giây)                | [ 322 ] [ 323 ] [ 324 ]         |
| 104 | 11 tháng 10 năm 2024 | Hương Giang Idol Phú Cường                     | Đinh Thị Mưa (7 phút 38 giây) 70.000.000              | Nguyễn Gia Linh (7 phút 39 giây)                      | Y Thơ (7 phút 44 giây)                                | [ 325 ] [ 326 ] [ 327 ]         |
| 105 | 18 tháng 10 năm 2024 | Thân Thúy Hà Lâm Vũ                            | Trần Thị Thảo Nguyên (12 phút 45 giây) 60.000.000     | Mai Phương Anh (12 phút 46 giây)                      | Trầm Minh Khéo (13 phút 16 giây)                      | [ 328 ] [ 329 ] [ 330 ]         |
| 106 | 25 tháng 10 năm 2024 | Cao Thái Hà Nguyễn Văn Chung                   |                                                       |                                                       |                                                       |                                 |
| 107 | 1 tháng 11 năm 2024  | Đông Thiên Đức Nguyễn Thị Thật                 |                                                       |                                                       |                                                       |                                 |
| 108 | 8 tháng 11 năm 2024  | Trần Kim Hải Huỳnh Bảo Ngọc                    |                                                       |                                                       |                                                       |                                 |
| 109 | 15 tháng 11 năm 2024 | Nhã Phương Đỗ Mạnh Cường                       |                                                       |                                                       |                                                       |                                 |
| 110 | 22 tháng 11 năm 2024 | Quang Minh Phan Thị Mơ                         |                                                       |                                                       |                                                       |                                 |
| 111 | 29 tháng 11 năm 2024 | Đoàn Thiên Ân Vương Anh Tú                     |                                                       |                                                       |                                                       |                                 |
| 112 | 6 tháng 12 năm 2024  | Hải Nam (2) Jun Vũ                             |                                                       |                                                       |                                                       |                                 |
| 113 | 13 tháng 12 năm 2024 | Minh Triệu Minh Vương M4U                      |                                                       |                                                       |                                                       |                                 |
| 114 | 20 tháng 12 năm 2024 | Isaac Mie                                      |                                                       |                                                       |                                                       |                                 |
| 115 | 27 tháng 12 năm 2024 | Đinh Tiến Đạt Khả Ngân                         |                                                       |                                                       |                                                       |                                 |
| 116 | 3 tháng 1 năm 2025   | Minh Tú Quang Anh                              |                                                       |                                                       |                                                       |                                 |
| 117 | 10 tháng 1 năm 2025  | Châu Tuyết Vân Phạm Đình Thái Ngân Anh Thi (2) |                                                       |                                                       |                                                       |                                 |
| 118 | 17 tháng 1 năm 2025  | Huỳnh Anh Huyền Lizzie                         |                                                       |                                                       |                                                       |                                 |
| 119 | 24 tháng 1 năm 2025  | Tiểu Vy Đông Hùng                              |                                                       |                                                       |                                                       |                                 |
| 120 | 7 tháng 2 năm 2025   | Tập tổng hợp                                   | Tập tổng hợp                                          | Tập tổng hợp                                          | Tập tổng hợp                                          |                                 |
| 121 | 14 tháng 2 năm 2025  | Tuấn Hưng Thu Hương Lê Hoàng Phương            |                                                       |                                                       |                                                       |                                 |
| 122 | 21 tháng 2 năm 2025  | Anh Quân Băng Di Samuel An                     |                                                       |                                                       |                                                       |                                 |
| 123 | 28 tháng 2 năm 2025  | Bùi Quỳnh Hoa Phát La Nhâm Mạnh Dũng           |                                                       |                                                       |                                                       |                                 |
| 124 | 7 tháng 3 năm 2025   | Hồng Diễm Dương Edward                         |                                                       |                                                       |                                                       |                                 |
| 125 | 14 tháng 3 năm 2025  | Phạm Đình Thái Ngân (2) Thanh Thủy             |                                                       |                                                       |                                                       |                                 |
| 126 | 21 tháng 3 năm 2025  | Ngô Kiến Huy Tú Hảo                            |                                                       |                                                       |                                                       |                                 |
| 127 | 28 tháng 3 năm 2025  | Đỗ Long Vũ Thúy Quỳnh                          |                                                       |                                                       |                                                       |                                 |
| 128 | 4 tháng 4 năm 2025   | Tuấn Ngọc Quỳnh Anh                            |                                                       |                                                       |                                                       |                                 |
| 129 | 11 tháng 4 năm 2025  | Hồ Trung Dũng Lương Thùy Linh                  |                                                       |                                                       |                                                       |                                 |
| 130 | 18 tháng 4 năm 2025  | Hoàng Sơn Hạnh Nguyên                          |                                                       |                                                       |                                                       |                                 |
| 131 | 25 tháng 4 năm 2025  | Hứa Minh Đạt (2) Lâm Vỹ Dạ (2)                 |                                                       |                                                       |                                                       |                                 |
| 132 | 2 tháng 5 năm 2025   | Hoàng Yến Chibi Nguyễn Quang Dũng              |                                                       |                                                       |                                                       |                                 |
| 133 | 9 tháng 5 năm 2025   | Đạt Long Vinh Mỹ Lệ                            |                                                       |                                                       |                                                       |                                 |
| 134 | 16 tháng 5 năm 2025  | Quang Trung Kiều Duy                           |                                                       |                                                       |                                                       |                                 |
| 135 | 23 tháng 5 năm 2025  | Thành Đạt Kim Duyên                            |                                                       |                                                       |                                                       |                                 |

## Đón nhận
Bài viết trên Báo điện tử VTV nhận định chương trình Mái ấm gia đình Việt đã và đang trở thành nơi chở che cho hàng ngàn gia đình và trẻ em có hoàn cảnh đặc biệt trên cả nước, đúng với ý nghĩa nhân văn xuất phát từ chính tên gọi gắn kết cộng đồng của chương trình. Một bài viết đánh giá trên báo Thanh Niên cho rằng, qua những thử thách trong chương trình, các gia đình nhận được những khoản tiền có giá trị để giúp cuộc sống của họ đỡ vất vả hơn. Bài viết đó khẳng định việc khai thác nội dung hướng tới một vấn đề mang tính thời sự như đại dịch COVID-19 đã giúp chương trình tạo nên những dấu ấn khác biệt.
Một bài viết khác trên Báo Dân tộc và Phát triển nhận định rằng thông qua mỗi tập phát sóng, khán giả truyền hình đã không thể kiềm được nước mắt khi xem những tư liệu chân thực về hoàn cảnh của các em nhỏ - những người thiếu cha, thiếu mẹ vì đại dịch COVID-19. Chương trình đã và đang xoa dịu nỗi đau, hong khô những giọt nước mắt mồ côi và hỗ trợ cho các hoàn cảnh khó khăn, thiếu thốn. Bài viết đánh giá của tác giả Thùy Trang trên Người lao động cho biết thêm, sự xuất hiện của các nghệ sĩ với vai trò đồng hành, trợ giúp các gia đình hoàn thành thử thách cũng mang đến nhiều cảm xúc đặc biệt cho khán giả. Đã có rất nhiều nghệ sĩ xuất hiện trong chương trình để lắng nghe, đồng cảm và sẻ chia cùng câu chuyện của những em nhỏ thiếu vắng cả chỗ dựa kinh tế lẫn tình cảm. Nhiều nghệ sĩ thông qua chương trình còn tặng thêm tiền cho các gia đình như một hành động "nhường cơm sẻ áo", giúp họ sớm ổn định cuộc sống. Tác giả khẳng định, những nỗ lực của các gia đình và bản thân các em nhỏ xuất hiện trong chương trình chính là yếu tố chạm đến trái tim của khán giả cũng như các nghệ sĩ tham gia.
Báo điện tử VTV khẳng định hành trình "mang hạnh phúc sẻ chia cùng cộng đồng" của chương trình Mái ấm gia đình Việt cũng như của đơn vị đồng hành đã và đang truyền tải, lan tỏa thành công những giá trị nhân văn sâu sắc đến cộng đồng; là yếu tố giúp cho chương trình được khán giả cả nước đón nhận và dành nhiều tình cảm yêu mến.
Báo Phụ nữ cho hay lượt xem các tập của chương trình trên YouTube không cao, thậm chí nhiều tập còn khá khiêm tốn nhưng những bình luận của khán giả đều rất tích cực. Trong số những bình luận ấy, có khán giả tự kể câu chuyện của mình nhằm động viên người khác không bao giờ bỏ cuộc và cùng nhau vượt qua những thử thách trong cuộc sống.

### Giải thưởng
| Năm  | Giải thưởng              | Hạng mục                                     | Đề cử cho    | Kết quả | TK                      |
| ---- | ------------------------ | -------------------------------------------- | ------------ | ------- | ----------------------- |
| 2022 | Giải Mai Vàng lần thứ 28 | Chương trình trên nền tảng số và truyền hình | Chương trình | Đề cử   | [ 331 ] [ 332 ] [ 336 ] |
| 2023 | Giải Mai Vàng lần thứ 29 | Chương trình trên nền tảng số và truyền hình | Chương trình | Đề cử   | [ 337 ]                 |